# Nicole Reinhardt
Nicole Reinhardt (ur. 2 stycznia 1986 w Lampertheim) – niemiecka kajakarka, mistrzyni olimpijska, ośmiokrotna mistrzyni świata.
Mistrzyni igrzysk olimpijskich w Pekinie w 2008 roku w konkurencji K-4 (razem z Fanny Fischer, Katrin Wagner-Augustin i Conny Waßmuth) oraz zdobywczyni czwartego miejsca w K-2 na dystansach 500 m. Jest trzynastokrotną medalistką mistrzostw świata w konkurencji kajaków, w tym ośmiokrotną mistrzynią.